# Behind the Sun (Chicane)
Behind the Sun is het tweede studioalbum van de Britse danceartiest Chicane. Het album werd uitgebracht op 27 maart 2000 en telt 11 nummers.
Er zijn vier nummers van het album uitgebracht als single.
In het Verenigd Koninkrijk bereikte het album de tiende plek en ontving daar goud. In de Nederlandse Album Top 100 kwam het album op de 62e plek.
In 2013 verscheen een geremasterde versie van het album, die door Armada Music is gepubliceerd.

## Nummers
Het album bevat de volgende nummers:
| 1.                   | Overture                            |                | 3:46  |
| 2.                   | Low Sun                             |                | 6:56  |
| 3.                   | No Ordinary Morning                 | Tracy Ackerman | 5:08  |
| 4.                   | Saltwater (original mix)            | Máire Brennan  | 10:03 |
| 5.                   | Halcyon                             |                | 9:01  |
| 6.                   | Autumn Tactics                      | Justine Suissa | 4:53  |
| 7.                   | Overlap                             |                | 4:38  |
| 8.                   | Don't Give Up (original mix)        | Bryan Adams    | 8:22  |
| 9.                   | Saltwater (The Thrillseekers remix) | Máire Brennan  | 6:55  |
| 10.                  | Andromeda                           |                | 6:38  |
| 11.                  | Don't Give Up (Original Radio Edit) | Bryan Adams    | 3:40  |
| Totale duur: 1:06:21 |                                     |                |       |

## Medewerkers
- Nick Bracegirdle – componist, producent
- Tracy Ackerman, Máire Brennan, Justine Suissa, Bryan Adams - vocalisten